# 新尾道駅

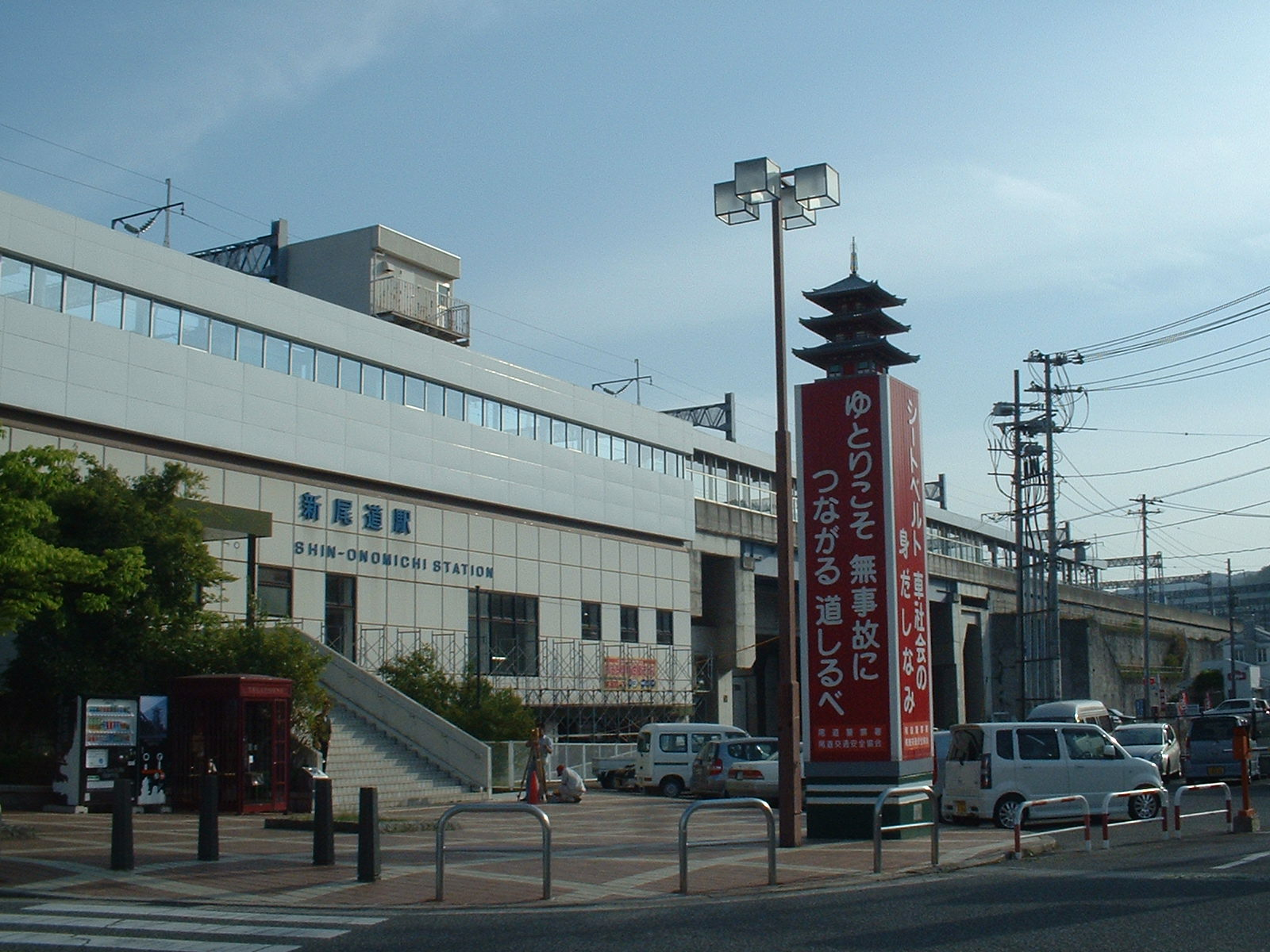
北口（2006年5月）

新尾道駅（しんおのみちえき）は、広島県尾道市栗原町にある、西日本旅客鉄道（JR西日本）山陽新幹線の駅である。

## 概要
尾道市や近隣自治体（既に新幹線の駅がある福山市・三原市を除く）・地元尾道市民有志、さらに山陰から四国まで尾道市を中心として縦に連なる自治体の寄付金などで、工事費62億円を全額負担する形で設置された請願駅である。
山陽新幹線の建設時にも、福山 - 広島間の中間駅として当駅の設置計画は存在していた。特に三原駅への新幹線駅併設案と比べ用地買収が容易であるとされたことから、当初は新尾道駅の設置が有力とされていた。しかし三原市長の長尾正三の働きかけにより、三原駅周辺の用地買収で同意が取り付けられたことで状況が一転したために、新幹線駅は三原駅に併設されることとなり、当駅の設置が見送られたという経緯がある。
また三原、尾道、福山の3市は短距離で隣接しているため、三原駅と福山駅の中間にできた当駅は両隣との駅間が非常に短い。三原駅まではわずか11km（営業キロで11km）、福山駅までは17km（同20km）であり、山陽新幹線内の駅間距離の短さで上位となっている（同線内で両隣の駅同士の駅間距離合計が40kmに満たないのは同駅のみ）。福山方に尾道トンネル、三原方に備後トンネルがあり、当駅ホームから両トンネルの坑口が間近に見える。
新尾道駅からの所要時間は三原駅へ約6分、福山駅へ約7分である。新尾道と三原・福山との区間において自由席を利用する場合には割安な特定特急料金が適用される。
事務管コードは▲650650を使用している。

## 歴史

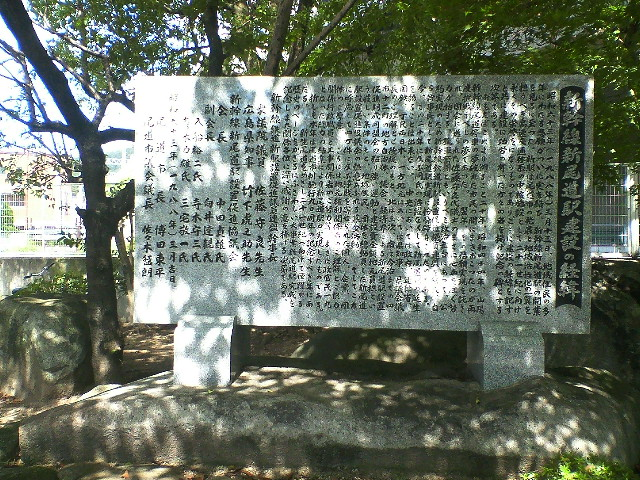
駅に設置された石碑

- 1988年（昭和63年）3月13日：山陽新幹線の福山駅 - 三原駅間に新設開業[2]。
- 1997年（平成9年）11月29日：「ひかり」の停車が廃止され、「こだま」のみの停車となる。
- 2005年（平成17年）2月25日：自動改札導入[5]。
- 2008年（平成20年）3月15日：「ひかり」の停車が復活（1日上り2本のみ）[6]。
- 2009年（平成21年）3月14日：「ひかり」下りも1本停車が復活。
- 2012年（平成24年）3月17日：当駅停車の「ひかり」が朝方上り2本のみとなる。
- 2023年（令和5年）
  - 2月16日：みどりの窓口の営業を終了[3][4]。
  - 2月17日：みどりの券売機プラスを導入[3][4]。

## 駅構造
相対式ホーム2面2線を持つ高架駅で、中央に2線の上下通過線を挟む。ホームに接するのは、外側の待避線（副本線）である。改札・コンコースは2階、ホームは3階にある。改札口は1ヶ所のみ。利用客用のエレベーターは設置されていないが、業務用エレベーターが上下線に各1基あり、係員に申告すれば利用可能。
尾道駅管理の直営駅で、地区駅として駅長が配置される。自動券売機、みどりの券売機プラスが設置されている。

### のりば
| のりば | 路線       | 方向 | 行先                   |
| ------ | ---------- | ---- | ---------------------- |
| 1      | 山陽新幹線 | 下り | 広島・博多方面         |
| 2      | 山陽新幹線 | 上り | 岡山・新大阪・東京方面 |

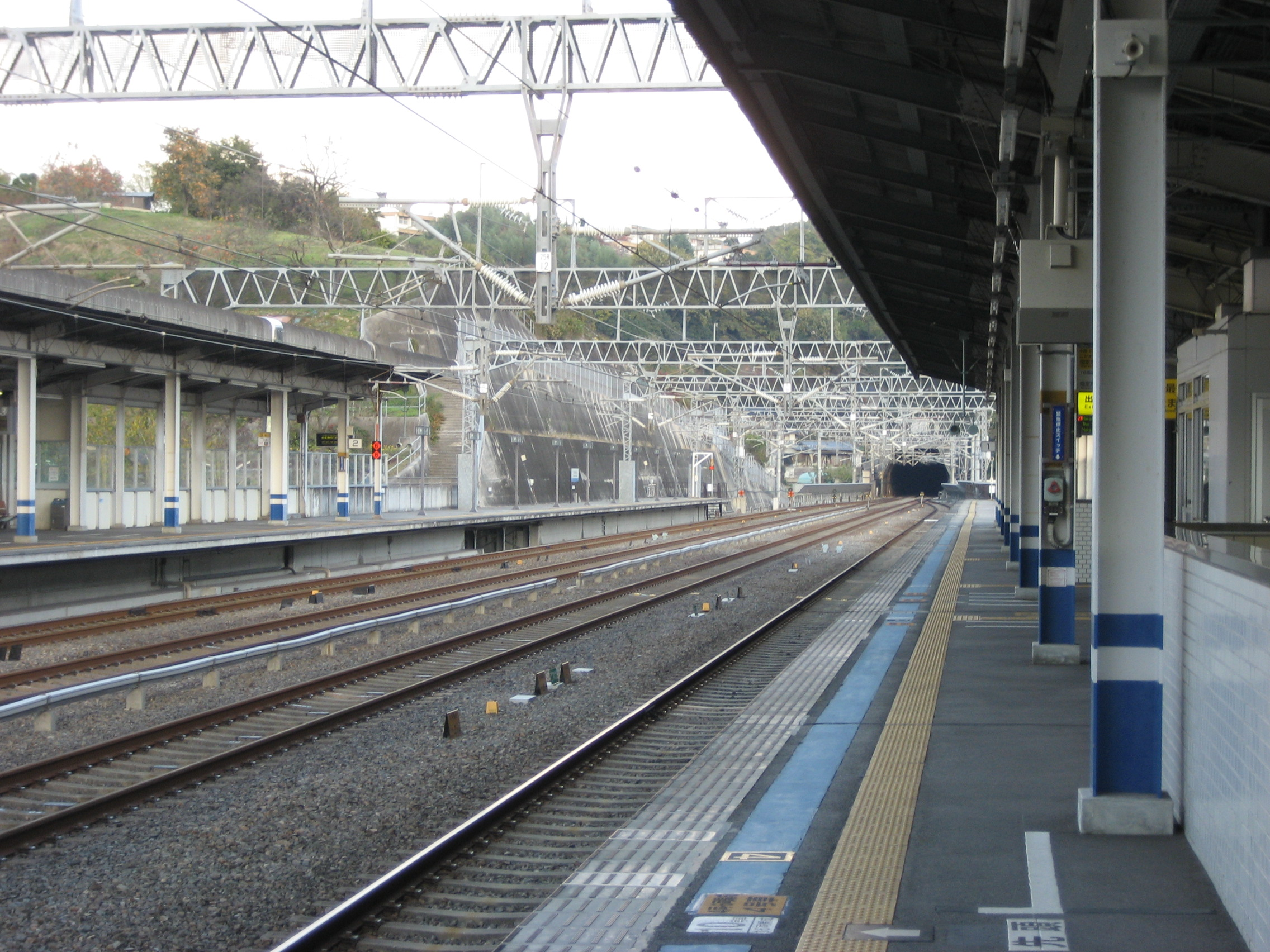
ホーム（2008年11月）

### 駅施設
- 駅レンタカー
- パーク&ライド駐車サービス
- コインロッカー
- 新駅ええもんや
- 観光案内所
- おのみちみやげ 新尾道駅バスセンター

## 利用状況
「広島県統計年鑑」または「統計おのみち」によると、開業年度からの1日平均乗車人員は以下の通り。JR西日本の移動等円滑化取組報告書によれば、2023年度の1日当たりの利用者数は1,956人。
| 年度                | 1日平均 乗車人員 |
| ------------------- | ---------------- |
| 1987年（昭和62年）  | －－－           |
| 1988年（昭和63年）  | 1,158            |
| 1989年（平成 元年） | 1,294            |
| 1990年（平成02年）  | 1,516            |
| 1991年（平成03年）  | 1,663            |
| 1992年（平成04年）  | 1,713            |
| 1993年（平成05年）  | 1,619            |
| 1994年（平成06年）  | 1,365            |
| 1995年（平成07年）  | 1,404            |
| 1996年（平成08年）  | 1,252            |
| 1997年（平成09年）  | 1,194            |
| 1998年（平成10年）  | 1,187            |
| 1999年（平成11年）  | 1,201            |
| 2000年（平成12年）  | 1,132            |
| 2001年（平成13年）  | 1,108            |
| 2002年（平成14年）  | 1,090            |
| 2003年（平成15年）  | 1,116            |
| 2004年（平成16年）  | 1,112            |
| 2005年（平成17年）  | 1,134            |
| 2006年（平成18年）  | 1,099            |
| 2007年（平成19年）  | 1,113            |
| 2008年（平成20年）  | 1,057            |
| 2009年（平成21年）  | 1,001            |
| 2010年（平成22年）  | 982              |
| 2011年（平成23年）  | 976              |
| 2012年（平成24年）  | 975              |
| 2013年（平成25年）  | 1,007            |
| 2014年（平成26年）  | 987              |
| 2015年（平成27年）  | 1,024            |
| 2016年（平成28年）  | 1,046            |
| 2017年（平成29年）  | 1,066            |
| 2018年（平成30年）  | 1,197            |
| 2019年（令和 元年） | 1,090            |
| 2020年（令和02年）  | 652              |
| 2021年（令和03年）  | 736              |

### 駅の現状
請願駅であるが利用客が少ない。そのため、請願駅として計画されている新駅整備に反対する住民から、しばしば「請願駅の失敗例」としてやり玉に挙げられることがある。特に当駅は在来線との接続もなければ、両隣の新幹線駅との距離がそれ程離れている訳でもないため、他の利用者の少ない駅よりもさらに厳しい見方をされている。特に「他の都道府県の新幹線駅と比べても、広島県に新幹線の駅5つは多すぎで、その中でも新尾道駅の建設基準は、採算性・利用率・距離のいずれを比較しても甘すぎではないか」という批判が、他の自治体から挙がっている。
また請願駅であるため、毎年かかる費用の大半は尾道市の税金で賄われている。そのため、尾道市民も決して当駅に対して賛同ばかりではなく、「請願駅失敗例の引き合いは尾道市の評判を落とす」「税金の無駄遣い」などといった反対派の意見もある。また、設立当初は賛同であった四国の近隣都市の住民も、西瀬戸自動車道の開通や、尾道と四国を結ぶフェリー・高速船の廃止により状況が変化し、当駅利用の必要性が薄くなっている。こうした事から、新尾道駅の存在意義が問われている。
2024年3月16日現在、「ひかり」は朝の上り2本のみが停車する。

## 駅周辺
当駅設置前の1964年までこの付近には、尾道鉄道の栗原駅があった。
- トヨタレンタリース新尾道駅前店
- タイムズカーレンタル新尾道駅前店
- 尾道警察署 栗原交番
- しまなみ信用金庫栗原支店
- 尾道亀川郵便局
- 広島銀行尾道栗原支店
- 三美園団地
- 竹屋団地
- 松岡団地
- 広島県立びんご運動公園

### 道路
- 国道184号 - 尾道港・国道2号・山陽本線尾道駅 / 尾道市御調町方面
  - 尾道港から向島などへの航路がある
  - 山陽自動車道尾道IC - 本郷IC（広島空港方面）・広島方面 / 尾道JCT（尾道自動車道 三次方面）
  - 国道2号 尾道バイパス 栗原IC
    - 木原道路・三原バイパス・三原市方面
    - 西瀬戸自動車道西瀬戸尾道IC（しまなみ海道 今治市方面）・松永道路・山陽自動車道福山西IC（岡山）・赤坂バイパス・福山市方面
- 広島県道363号栗原長江線

## バス路線

### 一般路線バス
| のりば | 運行事業者                | 路線番号・路線名・行先                                                                                           | 備考                                                            |
| ------ | ------------------------- | --- | --------------------------------------------------------------- |
| 1      | ■ おのみちバス            | 3 栗原経由各線：栗原本通り・尾道駅前 22 栗原経由合同庁舎線：栗原本通り・合同庁舎入口                             | 「22 栗原経由合同庁舎線」は平日のみ運行                         |
| 1      | ■ おのみちバス ■ 中国バス | 4 桜土手経由各線：福祉センター前・尾道駅前 5 長江経由各線：長江口・尾道駅前                                      |                                                                 |
| 2      | ■ おのみちバス            | 41 尾道工業団地線：尾道工業団地・びんご運動公園北門 53 如水館線：如水館前                                        | 「53 如水館線」は同学校休校日は運休                             |
| 2      | ■ 中国バス                | 43 如水館線：如水館前 45・55 三成線：三成 46 市線：市出張所・御調高校前 47・57甲山線：甲山営業所 58 原田線：枝上 | 「43 如水館線」は同学校休校日は運休 「58 原田線」は平日のみ運行 |
| 3      | ■ おのみちバス            | 30・31 尾道市立大学線：尾道市立大学・陽光台 54 びんご運動公園線：びんご運動公園                                  | 「54 びんご運動公園線」は土日祝のみ運行                         |
| 3      | ■ 中国バス                | 51 三美園線：三美園                                                                                              |                                                                 |

付記事項
尾道工業団地行きのみ当駅構内に入らず、駅北西側の「竹屋口」が最寄りとなる。長江線は竹屋口を経由せず駅東側の「亀川局前」に停車している。
- 2014年9月のダイヤ改正により、「因島線」の新尾道駅発着便は廃止されている。
- 2016年4月のダイヤ改正により、「尾道市立大学線」（直行便を除く）及び「長江経由各線」（千光寺公園行及び市役所経由便を除く）は、基本的に当駅に停車するようになった[14][注 3]。
- 2020年3月29日のダイヤ改正により、「尾道工業団地線」は全便おのみちバスの運行となっている。

### 都市間高速バス
2番のりばより発着する。
- 中国バス・本四バス開発・瀬戸内しまなみリーディング・伊予鉄バス
  - キララエクスプレス：松山市駅
- 大平交通
  - でべライナー：広島空港 ※乗合タクシー

付記事項
- 「クロスウェイエクスプレス」（福山・尾道 - 松江・米子線）は2016年11月13日をもって廃止された。
- 「エアポートバス」（尾道 - 広島空港線）は2019年1月6日をもって廃止された。
- 「しまなみサイクルエクスプレス」（尾道 - 今治線）は2020年6月28日をもって廃止された。

## 隣の駅
西日本旅客鉄道（JR西日本）
 山陽新幹線
福山駅 - 新尾道駅 - 三原駅